# Imagination (Band)/Diskografie
Diese Diskografie ist eine Übersicht über die musikalischen Werke der britischen Funk-, Soul- und Dance-Band Imagination. Den Schallplattenauszeichnungen zufolge hat sie bisher mehr als 3,4 Millionen Tonträger verkauft, davon alleine in ihrer Heimat über 1,5 Millionen. Ihre erfolgreichste Veröffentlichung ist die Single Music and Lights mit über 900.000 verkauften Einheiten.

## Alben

### Studioalben
| Jahr | Titel                                | Höchstplatzierung, Gesamtwochen, AuszeichnungChartplatzierungen (Jahr, Titel, Platzierungen, Wochen, Auszeichnungen, Anmerkungen) | Höchstplatzierung, Gesamtwochen, AuszeichnungChartplatzierungen (Jahr, Titel, Platzierungen, Wochen, Auszeichnungen, Anmerkungen) | Höchstplatzierung, Gesamtwochen, AuszeichnungChartplatzierungen (Jahr, Titel, Platzierungen, Wochen, Auszeichnungen, Anmerkungen) | Höchstplatzierung, Gesamtwochen, AuszeichnungChartplatzierungen (Jahr, Titel, Platzierungen, Wochen, Auszeichnungen, Anmerkungen) | Höchstplatzierung, Gesamtwochen, AuszeichnungChartplatzierungen (Jahr, Titel, Platzierungen, Wochen, Auszeichnungen, Anmerkungen) | Anmerkungen                                                                      |
| Jahr | Titel                                | DE | AT | CH | UK | R&B | Anmerkungen                                                                      |
| ---- | ------------------------------------ | --- | --- | --- | --- | --- | -------------------------------------------------------------------------------- |
| 1981 | Body Talk                            | DE37 (9 Wo.)DE | — | — | UK20 Gold · (51 Wo.)UK | R&B46 (14 Wo.)R&B | Erstveröffentlichung: Oktober 1981 Produzenten: Steve Jolley, Tony Swain         |
| 1982 | In the Heat of the Night             | DE6 (19 Wo.)DE | AT16 (6 Wo.)AT | — | UK7 Gold · (28 Wo.)UK | R&B45 (11 Wo.)R&B | Erstveröffentlichung: August 1982 Produzenten: Steve Jolley, Tony Swain          |
| 1983 | Night Dubbing                        | DE33 (12 Wo.)DE | — | — | UK9 Gold · (20 Wo.)UK | — | Erstveröffentlichung: Mai 1983 Produzenten: Steve Jolley, Tony Swain, Remixalbum |
| 1983 | Scandalous (EU) / New Dimension (US) | DE49 (3 Wo.)DE | — | — | UK25 Gold · (8 Wo.)UK | R&B44 (8 Wo.)R&B | Erstveröffentlichung: Oktober 1983 Produzenten: Steve Jolley, Tony Swain         |

grau schraffiert: keine Chartdaten aus diesem Jahr verfügbar
Weitere Studioalben
- 1986: Trilogy
- 1987: Closer
- 1992: The Fascination of the Physical

### Kompilationen
| Jahr | Titel                                  | Höchstplatzierung, Gesamtwochen, AuszeichnungChartplatzierungen (Jahr, Titel, Platzierungen, Wochen, Auszeichnungen, Anmerkungen) | Höchstplatzierung, Gesamtwochen, AuszeichnungChartplatzierungen (Jahr, Titel, Platzierungen, Wochen, Auszeichnungen, Anmerkungen) | Höchstplatzierung, Gesamtwochen, AuszeichnungChartplatzierungen (Jahr, Titel, Platzierungen, Wochen, Auszeichnungen, Anmerkungen) | Höchstplatzierung, Gesamtwochen, AuszeichnungChartplatzierungen (Jahr, Titel, Platzierungen, Wochen, Auszeichnungen, Anmerkungen) | Höchstplatzierung, Gesamtwochen, AuszeichnungChartplatzierungen (Jahr, Titel, Platzierungen, Wochen, Auszeichnungen, Anmerkungen) | Anmerkungen |
| Jahr | Titel                                  | DE | AT | CH | UK | R&B | Anmerkungen |
| ---- | -------------------------------------- | --- | --- | --- | --- | --- | --- |
| 1989 | All the Hits: Hot Sensational Re-Mixes | — | — | — | UK4 Gold · (12 Wo.)UK | — | Erstveröffentlichung: Juli 1989 Remixe: David Morales, Graeme Park, Mike Pickering, Frankie Knuckles, Craig Kallman, Richard Lengyel Produzenten: Steve Jolley, Tony Swain |

Weitere Kompilationen
| - 1983: Imagination Gold - 1990: The Love Songs - 1989: Like It Is: Revised and Remixed Classics - 1991: The ★ Collection - 1992: Flashback - 1994: The Very Best of Imagination - 1996: Body Talk / In the Heat of the Night / Scandalous (Box mit 3 CDs) - 2000: The Best of Imagination - 2000: The Very Best Of | - 2003: The Best Of - 2004: Golden Hits - 2005: Just an Illusion: The Best Of - 2006: Just an Illusion: The Very Best Of (2 CDs) - 2007: Flashback (2 CDs) - 2007: Platinum Collection (2 CDs) - 2008: Deluxe Edition (2 CDs) - 2013: Flashback: The Very Best of Imagination |

## Singles
| Jahr | Titel Album                                               | Höchstplatzierung, Gesamtwochen, AuszeichnungChartplatzierungen (Jahr, Titel, Album, Platzierungen, Wochen, Auszeichnungen, Anmerkungen) | Höchstplatzierung, Gesamtwochen, AuszeichnungChartplatzierungen (Jahr, Titel, Album, Platzierungen, Wochen, Auszeichnungen, Anmerkungen) | Höchstplatzierung, Gesamtwochen, AuszeichnungChartplatzierungen (Jahr, Titel, Album, Platzierungen, Wochen, Auszeichnungen, Anmerkungen) | Höchstplatzierung, Gesamtwochen, AuszeichnungChartplatzierungen (Jahr, Titel, Album, Platzierungen, Wochen, Auszeichnungen, Anmerkungen) | Höchstplatzierung, Gesamtwochen, AuszeichnungChartplatzierungen (Jahr, Titel, Album, Platzierungen, Wochen, Auszeichnungen, Anmerkungen) | Höchstplatzierung, Gesamtwochen, AuszeichnungChartplatzierungen (Jahr, Titel, Album, Platzierungen, Wochen, Auszeichnungen, Anmerkungen) | Anmerkungen                                                                                                | [↑]: gemeinsam behandelt mit vorhergehendem Eintrag; [←]: in beiden Charts platziert |
| Jahr | Titel Album                                               | DE | AT | CH | UK | R&B | Dance | Anmerkungen                                                                                                |                                                                                      |
| ---- | --------------------------------------------------------- | --- | --- | --- | --- | --- | --- | --- | ------------------------------------------------------------------------------------ |
| 1981 | Body Talk                                                 | — | — | — | UK4 Silber · (18 Wo.)UK | — | — | Erstveröffentlichung: Mai 1981 Autoren: Imagination, Steve Jolley, Tony Swain                              |                                                                                      |
| 1981 | In and Out of Love Body Talk                              | — | — | — | UK16 (9 Wo.)UK | — | — | Erstveröffentlichung: August 1981 Vibraphon: Orphy Robinson Autoren: Imagination, Steve Jolley, Tony Swain |                                                                                      |
| 1981 | Flashback Body Talk                                       | — | — | — | UK16 (15 Wo.)UK | — | — | Erstveröffentlichung: November 1981 Autoren: Imagination, Steve Jolley, Tony Swain                         |                                                                                      |
| 1982 | Burnin’ Up Body Talk                                      | — | — | — | — | R&B68 (6 Wo.)R&B | Dance6 (17 Wo.)Dance | Erstveröffentlichung: Januar 1982 Autoren: Imagination, Steve Jolley, Tony Swain                           |                                                                                      |
| 1982 | So Good, So Right Body Talk                               | — | — | — | — | —[Dance: ↑] | Dance6 (17 Wo.)Dance | Erstveröffentlichung: Januar 1982 Autoren: Imagination, Steve Jolley, Tony Swain                           |                                                                                      |
| 1982 | Just an Illusion In the Heat of the Night                 | DE7 (29 Wo.)DE | AT6 (16 Wo.)AT | CH2 (10 Wo.)CH | UK2 Silber · (11 Wo.)UK | R&B27 (16 Wo.)R&B | Dance15 (15 Wo.)Dance | Erstveröffentlichung: Februar 1982 Autoren: Ashley Ingram, Leee John, Steve Jolley, Tony Swain             |                                                                                      |
| 1982 | Music and Lights In the Heat of the Night                 | DE18 (17 Wo.)DE | — | CH9 (6 Wo.)CH | UK5 Gold · (9 Wo.)UK | R&B52 (9 Wo.)R&B | — | Erstveröffentlichung: Juni 1982 Autoren: Ashley Ingram, Leee John, Steve Jolley, Tony Swain                |                                                                                      |
| 1982 | In the Heat of the Night                                  | DE48 (6 Wo.)DE | — | — | UK22 (8 Wo.)UK | — | — | Erstveröffentlichung: September 1982 Autoren: Ashley Ingram, Leee John, Steve Jolley, Tony Swain           |                                                                                      |
| 1982 | Changes In the Heat of the Night                          | DE43 (9 Wo.)DE | — | — | UK31 (8 Wo.)UK | R&B46 (7 Wo.)R&B | Dance66 (7 Wo.)Dance | Erstveröffentlichung: November 1982 Autoren: Ashley Ingram, Leee John, Steve Jolley, Tony Swain            |                                                                                      |
| 1983 | Looking at Midnight Scandalous                            | — | — | — | UK29 (7 Wo.)UK | — | — | Erstveröffentlichung: Mai 1983 Autoren: Ashley Ingram, Leee John, Steve Jolley, Tony Swain                 |                                                                                      |
| 1983 | New Dimension Scandalous                                  | DE61 (6 Wo.)DE | — | — | UK56 (3 Wo.)UK | — | — | Erstveröffentlichung: Oktober 1983 Autoren: Ashley Ingram, Leee John, Steve Jolley, Tony Swain             |                                                                                      |
| 1984 | This Means War (Shoobedeedahdabbadoobie) Scandalous       | — | — | — | — | R&B29 (11 Wo.)R&B | Dance22 (11 Wo.)Dance | Erstveröffentlichung: Januar 1984 Autoren: Ashley Ingram, Leee John, Steve Jolley, Tony Swain              |                                                                                      |
| 1984 | State of Love Scandalous                                  | — | — | — | UK67 (3 Wo.)UK | — | Dance13 (9 Wo.)Dance | Erstveröffentlichung: Mai 1984 Autoren: Ashley Ingram, Leee John, Steve Jolley, Tony Swain                 |                                                                                      |
| 1984 | Thank You My Love Trilogy                                 | — | — | — | UK22 (15 Wo.)UK | — | — | Erstveröffentlichung: November 1984 Autor: Ashley Ingram                                                   |                                                                                      |
| 1985 | Found My Girl Trilogy                                     | — | — | — | UK83 (4 Wo.)UK | — | — | Erstveröffentlichung: April 1985 Autor: Ashley Ingram                                                      |                                                                                      |
| 1985 | Last Days of Summer Trilogy                               | — | — | — | UK99 (1 Wo.)UK | — | — | Erstveröffentlichung: September 1985 Autor: Miles Waters                                                   |                                                                                      |
| 1986 | Sunshine Trilogy                                          | — | — | — | UK87 (4 Wo.)UK | — | — | Erstveröffentlichung: April 1986 Autor: Ashley Ingram                                                      |                                                                                      |
| 1987 | The Last Time Closer                                      | — | — | — | UK93 (2 Wo.)UK | R&B88 (5 Wo.)R&B | — | Erstveröffentlichung: August 1987 Autor: Victor Burks                                                      |                                                                                      |
| 1988 | Instinctual Closer                                        | — | — | — | UK62 (3 Wo.)UK | — | Dance1 (10 Wo.)Dance | Erstveröffentlichung: Dezember 1987 Autoren: Arthur Baker, Paul Gurvitz                                    |                                                                                      |
| 1989 | Love’s Taking Over All the Hits: Hot Sensational Re-Mixes | — | — | CH29 (1 Wo.)CH | UK100 (1 Wo.)UK | — | — | Erstveröffentlichung: Juni 1989 Autoren: Ashley Ingram, Leee John                                          |                                                                                      |
| 1989 | Megamix Like It Is: Revised and Remixed Classics          | — | — | CH24 (2 Wo.)CH | UK87 (4 Wo.)UK | — | — | Erstveröffentlichung: April 1986 DJ-Mix: Baudu                                                             |                                                                                      |

Weitere Singles
- 1981: Tell Me Do You Want My Love
- 1982: Follow Me
- 1982: Imagination Medley
- 1983: Heart ’n’ Soul
- 1985: Breathless / Body Talk (Remix)
- 1986: Streetmix
- 1987: I Know What Love Is
- 1988: Hold Me in Your Arms
- 1989: Just an Illusion (The 1989 Remix)
- 1991: I Like It
- 1992: Loving Tight
- 1992: Call on Me (The Remixes by Maurizio Jazz Voice Verbeni)
- 2001: Passion (mit Leee John)
- 2004: Just an Illusion 2004 (Stereorama vs. Imagination)

## Videoalben
- 1984: In Concert
- 1990: Live in Concert
- 2003: The Very Best Of
- 2006: Live

## Statistik

### Chartauswertung
|                     | DE    | AT    | CH    | UK    | R&B     |
| ------------------- | ----- | ----- | ----- | ----- | ------- |
| Nummer-eins-Alben   | DE—DE | AT—AT | CH—CH | UK—UK | R&B—R&B |
| Top-10-Alben        | DE1DE | AT—AT | CH—CH | UK3UK | R&B—R&B |
| Alben in den Charts | DE4DE | AT1AT | CH—CH | UK5UK | R&B3R&B |

|                       | DE    | AT    | CH    | UK     | R&B     | Dance       |
| --------------------- | ----- | ----- | ----- | ------ | ------- | ----------- |
| Nummer-eins-Singles   | DE—DE | AT—AT | CH—CH | UK—UK  | R&B—R&B | Dance1Dance |
| Top-10-Singles        | DE1DE | AT1AT | CH2CH | UK3UK  | R&B—R&B | Dance2Dance |
| Singles in den Charts | DE5DE | AT1AT | CH2CH | UK18UK | R&B6R&B | Dance6Dance |

### Auszeichnungen für Musikverkäufe
| Silberne Schallplatte - Frankreich - 1989: für die Single Megamix Goldene Schallplatte - Frankreich - 1982: für das Album Bodytalk - 1982: für die Single Just an Illusion - 1982: für die Single Music and Lights - 1989: für das Album Like It Is - 1995: für das Album Flashback | Platin-Schallplatte - Frankreich - 1983: für das Album In the Heat of the Night |

Anmerkung: Auszeichnungen in Ländern aus den Charttabellen bzw. Chartboxen sind in ebendiesen zu finden.
| Land/RegionAuszeichnungen für Musikverkäufe (Land/Region, Auszeichnungen, Verkäufe, Quellen) | Silber     | Gold       | Platin  | Verkäufe  | Quellen                     |
| -------------------------------------------------------------------------------------------- | ---------- | ---------- | ------- | --------- | --------------------------- |
| Frankreich (SNEP)                                                                            | Silber1    | 5× Gold5   | Platin1 | 1.900.000 | infodisc.fr snepmusique.com |
| Vereinigtes Königreich (BPI)                                                                 | 2× Silber2 | 6× Gold6   | —       | 1.500.000 | bpi.co.uk                   |
| Insgesamt                                                                                    | 3× Silber3 | 11× Gold11 | Platin1 |           |                             |